# Albert Fert
Albert Fert, francoski fizik, * 7. marec 1938, Carcassonne, Aude, Francija.
Fert je leta 2007 skupaj z Grünbergom prejel Nobelovo nagrado za fiziko za odkritje velikanske magnetne upornosti (pojav GMR). Njegovo odkritje med drugim omogoča dosti večjo gostoto zapisa v magnetnem pomnilniku.